# 上野由恵
上野 由恵（うえの よしえ）は、香川県高松市出身の、日本のフルート奏者。東京芸術大学首席卒業、同大学大学院修士課程修了。第76回日本音楽コンクール第１位。2012年4月より洗足学園音楽大学非常勤講師。他にムラマツ・フルート・レッスンセンター講師。

## 経歴
香川県高松市出身。牟礼中学校在学時の1997年全日本学生音楽コンクール大阪大会で優勝。
東京芸術大学音楽学部附属音楽高等学校を経て東京芸術大学進学後、2004年第15回日本木管コンクールのフルート部門で第1位になり、コスモス賞（聴衆賞）、兵庫県知事賞、朝日新聞社賞を受賞した。同年、第2回東京音楽コンクール優勝。東京芸術大学を、アカンサス音楽賞を受賞して首席で卒業。
2007年、第76回日本音楽コンクールフルート部門で香川県出身者として初めて第1位になり、岩谷賞（聴衆賞）、加藤賞、吉田賞、E・ナカミチ賞も受賞。第1回北京ニコレ国際フルートコンクールセミファイナリストにも選ばれる。
これまでに、ソリストとして、E・インバル、V・ヴァリトフ、小林研一郎、広上淳一、北原幸夫、大友直人、松尾葉子、飯森範親らの指揮による国内外のオーケストラ(チェコ・フィルハーモニー室内管弦楽団、読売日本交響楽団、東京都交響楽団、新日本フィルハーモニー交響楽団、東京交響楽団、東京フィルハーモニー交響楽団、名古屋フィルハーモニー交響楽団、セントラル愛知交響楽団、京都市交響楽団、関西フィルハーモニー管弦楽団、芸大フィルハーモニー管弦楽団、瀬戸フィルハーモニー交響楽団)と共演。
また、室内楽においても、ソリストとして、チェコ・フィル六重奏団、ベルリン・フィル首席奏者によるアマルコルド・カルテット・ベルリン等と共演。その他、ドイツ、オーストリア、フランス、ロシア、韓国、中国、台湾にて、ソリストとして招かれ演奏。
2005年と2016年には、皇居内にて御前演奏の栄に浴す。2008年には、首相官邸での日中首脳会談晩餐会にて演奏。
各地での演奏活動の他、「NHK名曲アルバム」、「NHK-FM名曲リサイタル」、「N響広場」、「気ままにクラシック」等、多数のラジオやテレビ番組に出演。
2011年、オクタヴィア・レコードよりデビューCDを２枚同時リリース。2017年までに計9枚のCDをリリースし、『レコード芸術』特選盤、朝日新聞特選盤等に選出される。
2016年は、アメリカを拠点として、ワシントンでのソロリサイタルやカーネギーホールでのソロ演奏など、各都市で公演を重ねる。2017年秋よりパリに拠点を移し、フランス及びヨーロッパ各国で活動中。
2018年、国際的な文化交流に貢献するアーティストとして、「S&R ワシントン賞」受賞。

## 師事
平尾周用、岩崎範夫、村上成美、中川昌巳、浅生典子、神田寛明、竹澤栄祐、金昌国、寺本義明、パウル・マイゼン、フィリップ・ベルノルドに師事。

## ディスコグラフィ
- 『歌楽　－イサン・ユン：フルート作品集－』（2011年7月21日、オクタヴィアレコード）
- 『オペラファンタジー』（2011年7月21日、オクタヴィアレコード）
- 『アメイジンググレイス　- 讃美歌フルート名曲集 -』（2011年5月13日、JELA）
- 『くつろぎのフルート ～音楽療法ベスト』（2013年8月7日、テイチクエンターテイメント）
- 『東欧の歌　 - ハンガリー田園幻想曲 -』（2013年9月25日、オクタヴィアレコード）
- 『魔法使いの弟子  - 東京六人組 デビュー！-』（2015年10月23日、オクタヴィアレコード）
- 『ピレネーを越えて』（2016年4月22日、オクタヴィアレコード）
- 『パリの散歩道 フランス・フルート名曲集』（2017年10月18日、オクタヴィアレコード）
- 『ティル・オイレンシュピーゲルの愉快ないたずら』（2017年11月22日、オクタヴィアレコード）

## 受賞
- 1997年　全日本学生音楽コンクール大阪大会 第1位
- 2004年　第2回東京音楽コンクール 第1位
- 2004年　第15回日本木管コンクール　第1位、コスモス賞賞、兵庫県知事賞、朝日新聞社賞
- 2007年　第76回日本音楽コンクールフルート部門 1位、岩田賞、加藤賞、吉田賞、E・ナカミチ賞
- 2009年　第1回香川県文化芸術新人賞
- 2018年　S&R ワシントン賞受賞